# مارک شولودنکو
مارک شولودنکو (فرانسوی: Marc Cholodenko‎؛ زادهٔ ۱۱ فوریهٔ ۱۹۵۰) شاعر، رمان‌نویس، فیلم‌نامه‌نویس، و مترجم اهل فرانسه است.
از فیلم‌هایی که وی در آن‌ها نقش داشته‌است، می‌توان به دیگر صدای گیتار را نمی‌شنوم، حسادت و شاهزاده کوچک من اشاره نمود.
وی همچنین برندهٔ جوایزی همچون جایزه مدیسی شده‌است.